# Верхнебалкарская ГЭС
Верхнебалкарская ГЭС (Верхнебалкарская МГЭС) — малая гидроэлектростанция на реке Черек Балкарский, у села Верхняя Балкария Черекского района Кабардино-Балкарии. Введена в эксплуатацию в 2020 году, эксплуатируется ПАО «РусГидро».

## Конструкция станции
Конструктивно Верхнебалкарская ГЭС представляет собой типичную деривационную электростанцию с подводящей деривацией. Длина безнапорного участка деривации — 1678 м, напорного — 1778 м. Установленная мощность ГЭС — 10 МВт, среднегодовая выработка электроэнергии — 61,4 млн кВт·ч.
Состав сооружений ГЭС:
- бетонная плотина с автоматическим водосливом, высотой 4,65 м;
- водозаборное сооружение с промывным лотком;
- безнапорный деривационный тоннель № 1 длиной 270 м;
- четырехкамерный отстойник с промывной галереей;
- безнапорный деривационный лоток длиной 1112 м;
- холостой водосброс в виде бокового водослива шириной 63 м с быстротоком;
- безнапорный деривационный тоннель № 2 длиной 536,3 м;
- аванкамера;
- напорный трубопровод длиной 1778 м и диаметром 2 м;
- здание ГЭС;
- комплектное распределительное устройство 35 кВ.

В здании ГЭС размещены три горизонтальных гидроагрегата мощностью по 3,34 МВт, с радиально-осевыми турбинами FSHC 7.7V45, работающими на расчётном напоре 125 м. Турбины оборудованы дисковыми предтурбинными затворами диаметром 1 м и приводят в действие гидрогенераторы SGH-072/06S5-630-SW. Производитель гидротурбин — фирма Voith Hydro, генераторов — фирма Partzsch. С генераторов электроэнергия передаётся на два силовых трансформатора, а с них через комплектное распределительное устройство модульное (КРУМ) напряжением 35 кВ — в энергосистему по одной линии электропередачи протяженностью 40 км на подстанцию Кашхатау.

Сооружения и оборудование Верхнебалкарской ГЭС
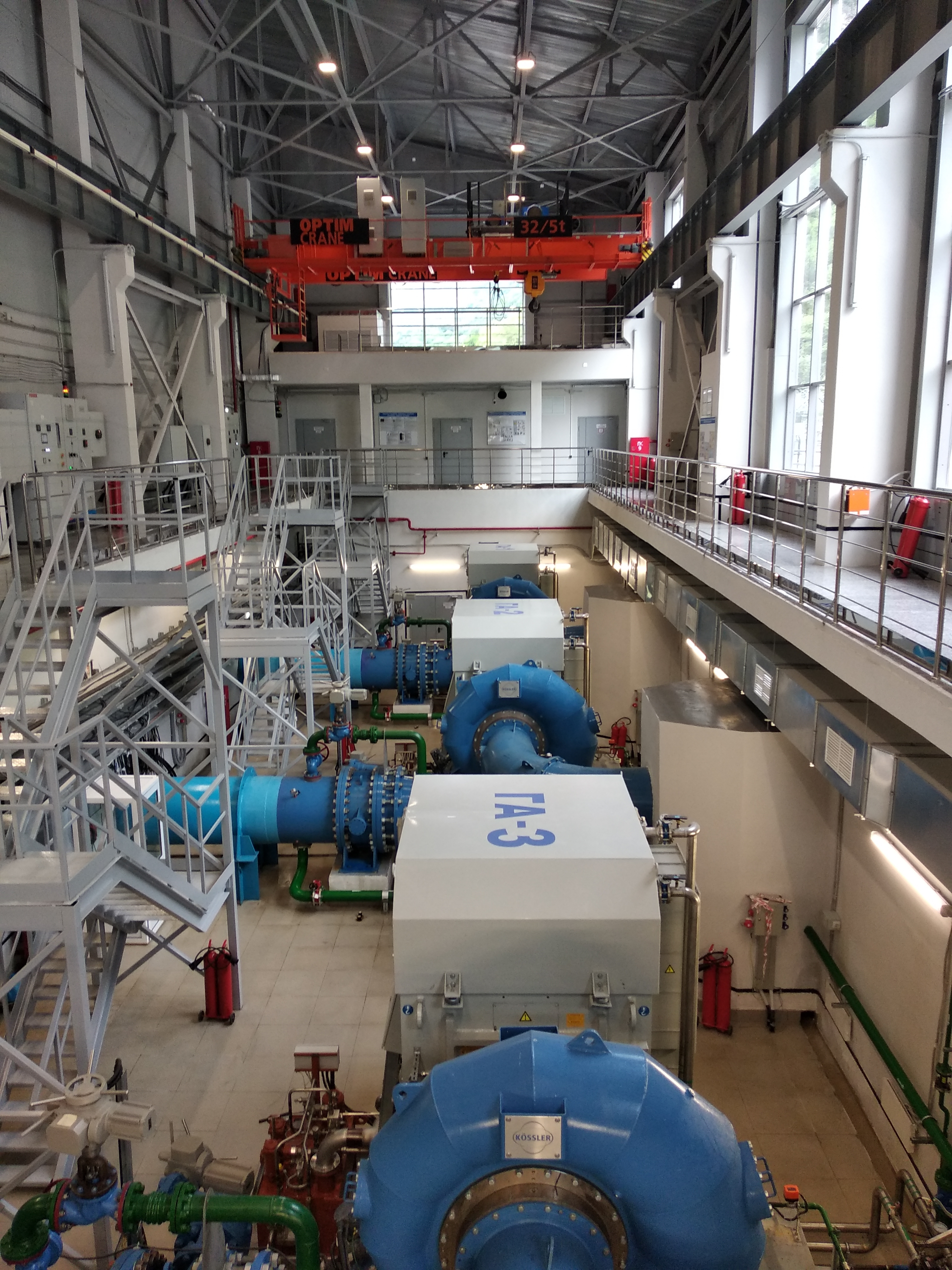
Машинный зал
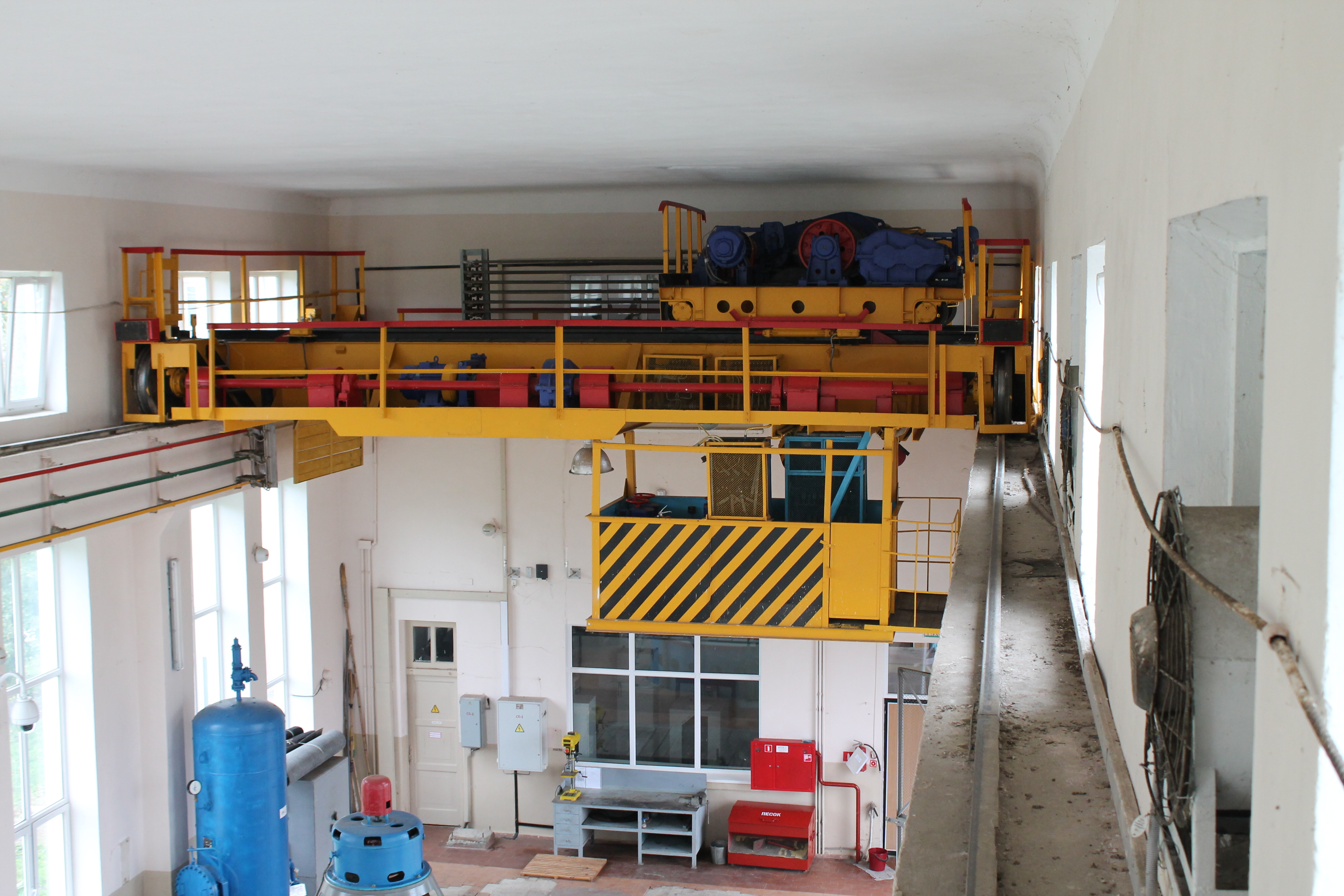
Гидроагрегат
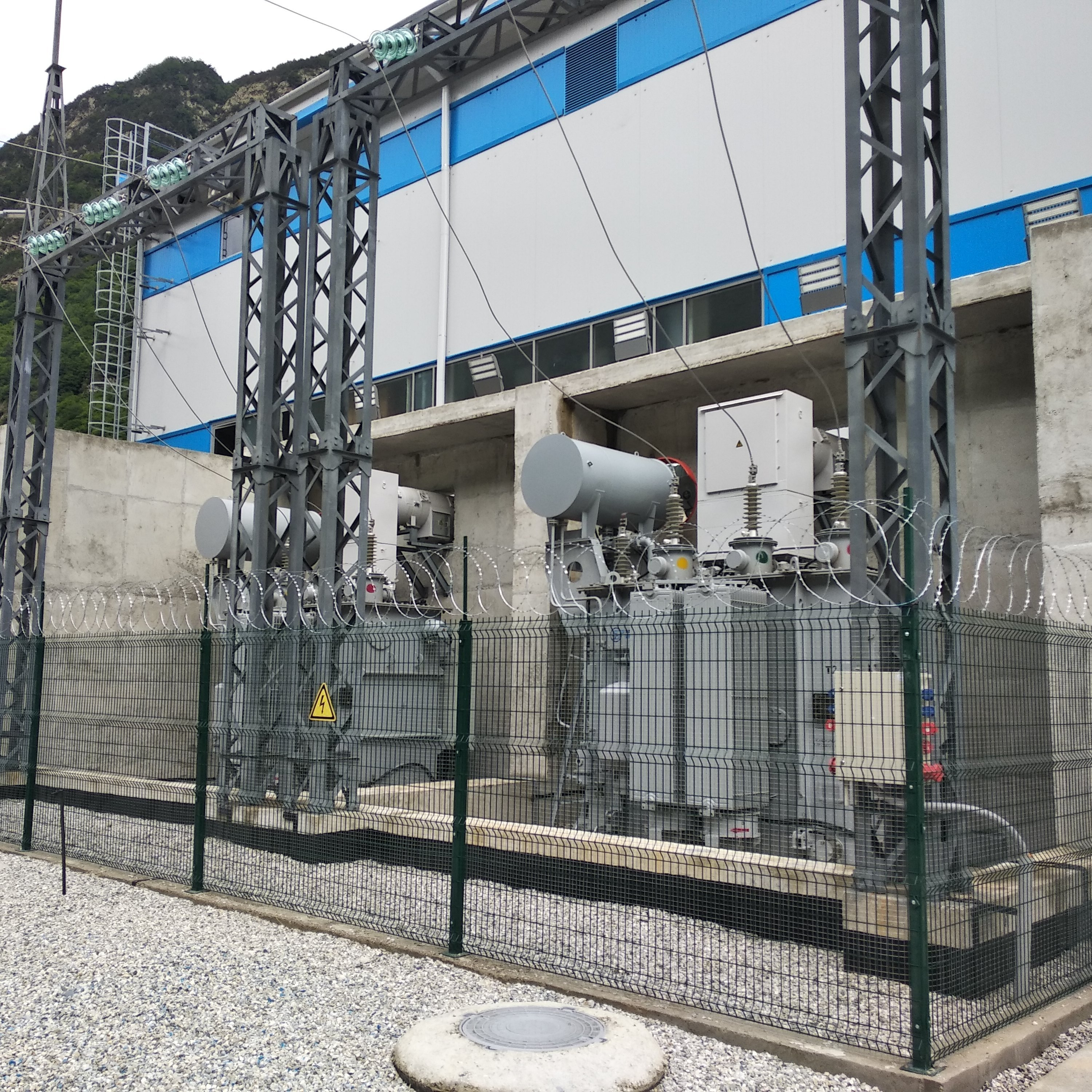
Силовые трансформаторы
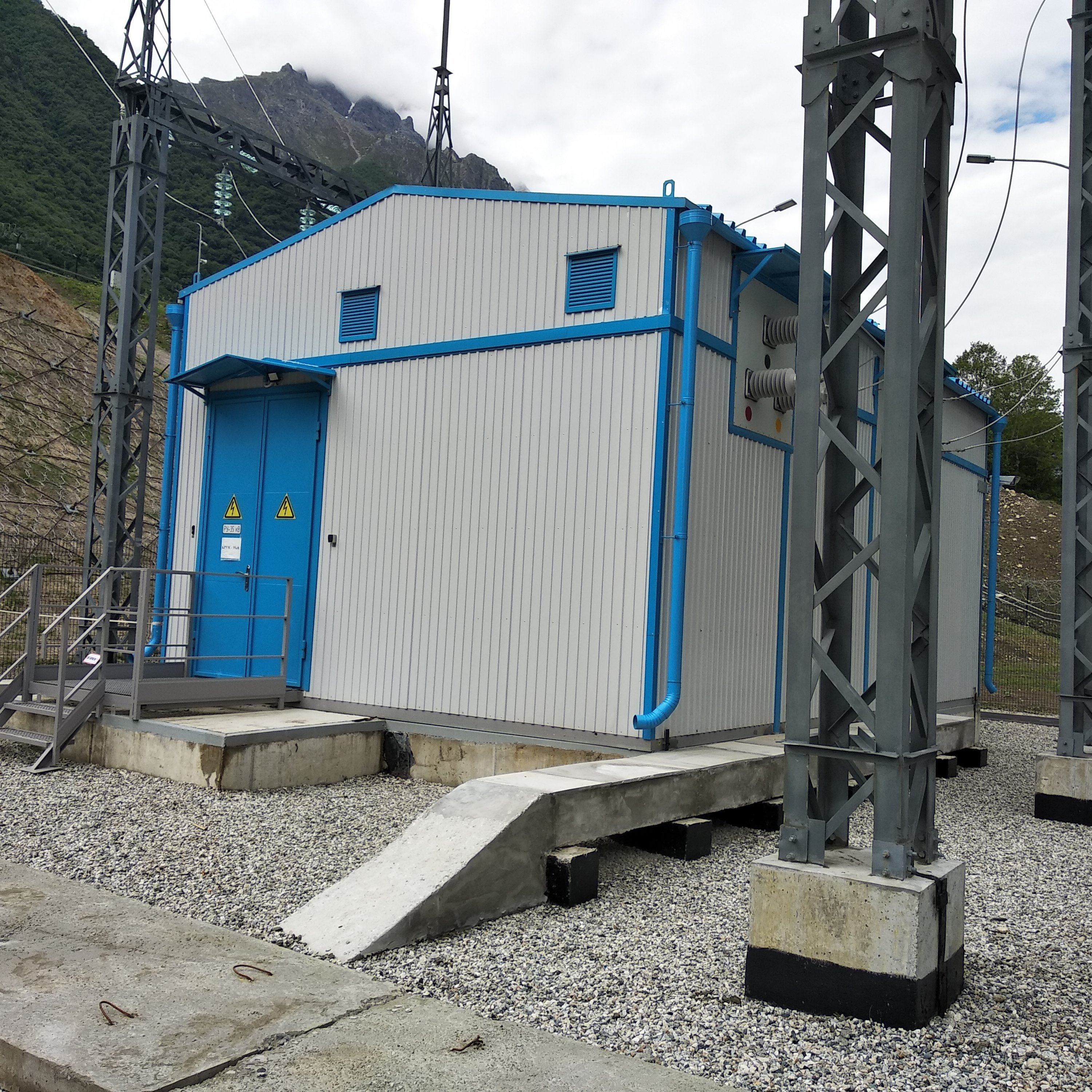
КРУМ 35 кВ
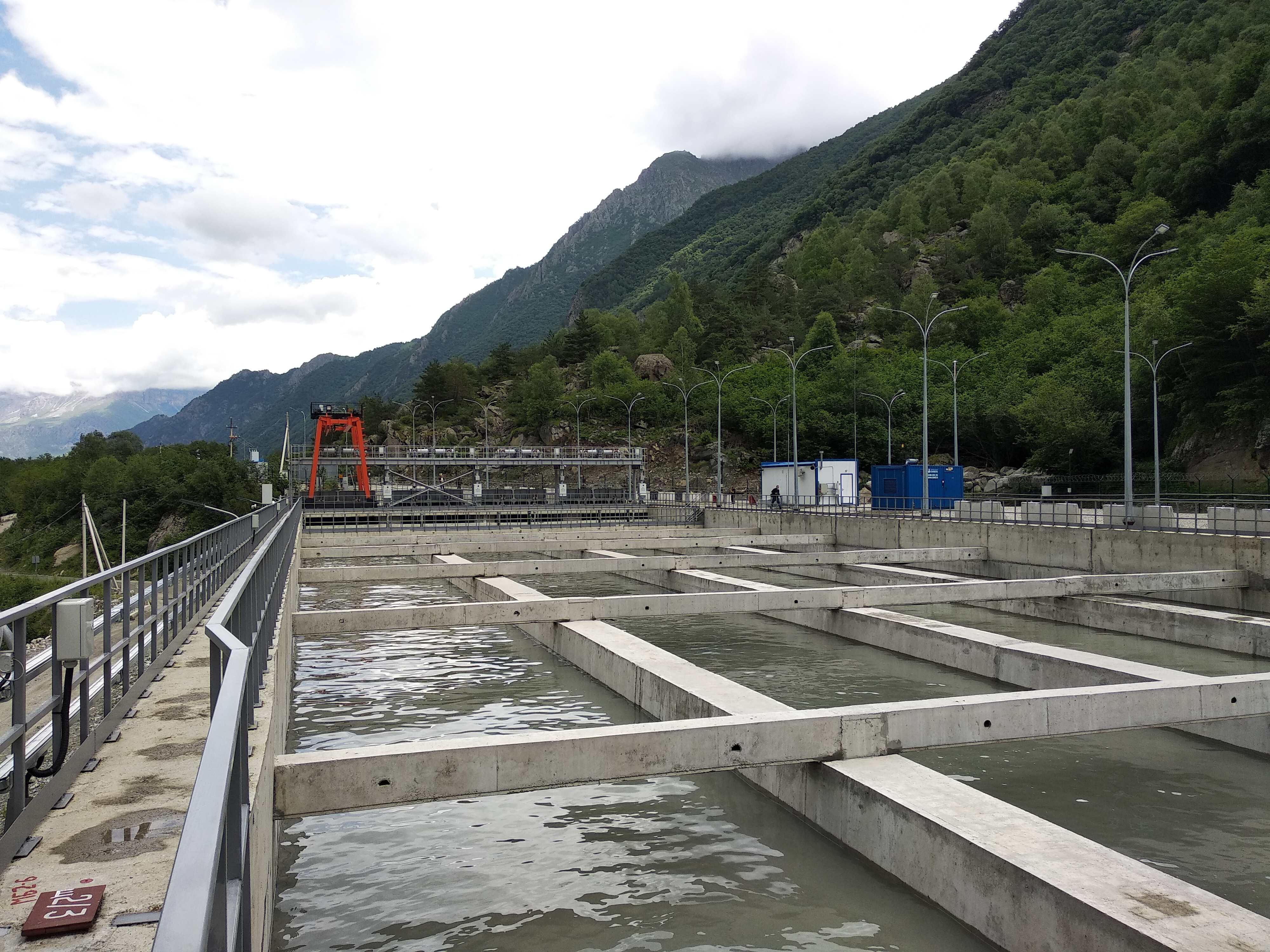
Отстойник
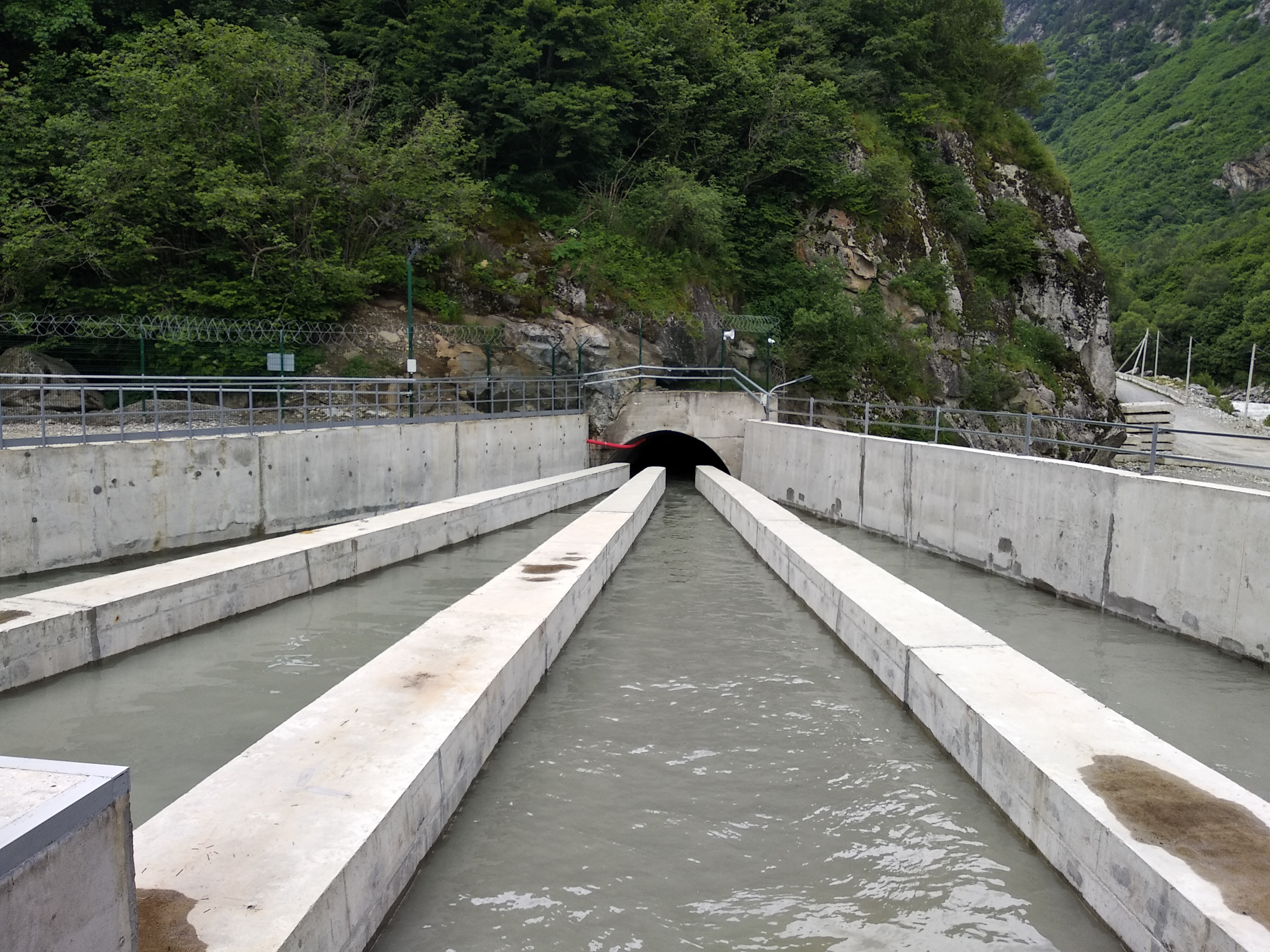
Выходной портал тоннеля в отстойник
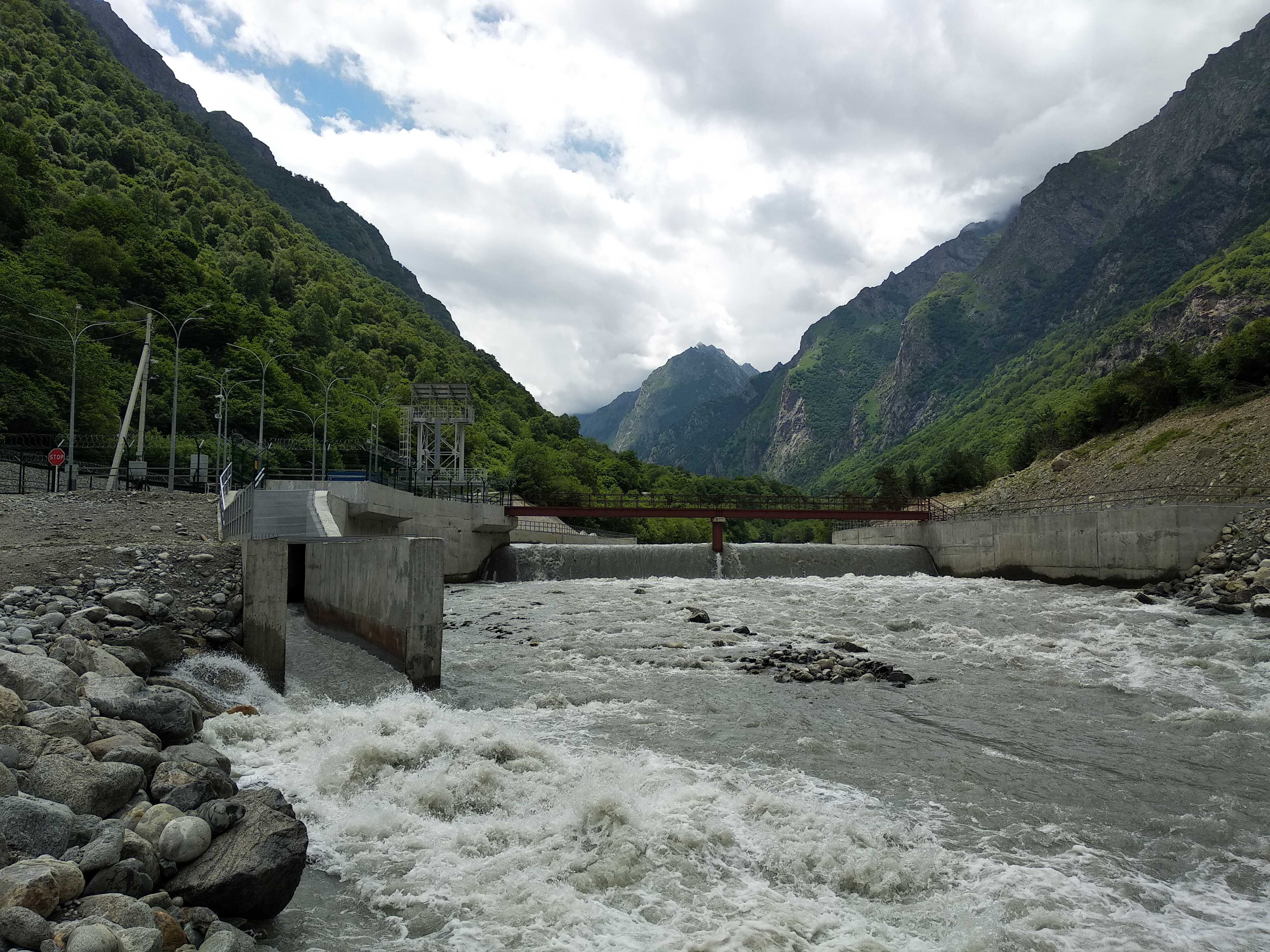
Головное сооружение

## История строительства
Проектные проработки возможности строительства Верхнебалкарской ГЭС велись как минимум с 2007 года, к 2009 году был подготовлен проект станции мощностью 14,8 МВт и среднемноголетней выработкой электроэнергии 76 млн кВт·ч, с деривацией в виде трубопровода. В 2011 году проект станции был переработан институтом «Гидропроект», ее мощность была увеличена до 29,6 МВт, выработка электроэнергии — до 134 млн кВт·ч. В том же году начато строительство станции, которое в 2012 году было остановлено, а уже построенный задел по сооружениям головного узла — законсервирован. В 2017 году проект станции был снова переработан со снижением мощности до 10 МВт, строительство было возобновлено. Верхнебалкарская ГЭС была введена в эксплуатацию 25 июня 2020 года, став первой гидроэлектростанцией России, построенной по программе поддержки развития электроэнергетики на базе возобновляемых источников энергии (ДПМ ВИЭ).